# Melasina certatrix
Melasina certatrix är en fjärilsart som beskrevs av Edward Meyrick 1916. Melasina certatrix ingår i släktet Melasina och familjen säckspinnare. Inga underarter finns listade i Catalogue of Life.